# Protea petiolaris
Protea petiolaris är en tvåhjärtbladig växtart. Protea petiolaris ingår i släktet Protea och familjen Proteaceae.

## Underarter
Arten delas in i följande underarter:
- P. p. elegans
- P. p. petiolaris